# 비도브단 헌법
비도브단 헌법은 세르브인 크로아트인 슬로벤인 왕국의 첫 번째 헌법이었다. 야당이 투표를 보이콧했음에도 불구하고 1921년 6월 28일, 헌법은 제헌 의회에서 승인되었다. 헌법은 세르비아 정교회의 공휴일인 성 비투스의 축일 이름(비도브단; Vidovdan)을 따서 명명되었다. 헌법이 통과되기 위해서는 단순 과반수만이 필요했다. 419명의 대표 중 223명이 찬성, 35명이 반대, 161명이 기권하였다.
이 헌법은 1929년 1월 6일, 알렉산다르 국왕이 독재를 선포할 때까지 유효하였다.

## 채택
비도브단 헌법을 채택하는 과정에서 새로운 국가에서는 주요 정치적 갈등이 드러났다. 이전에도 헌법을 채택하려는 계획이 있었지만(코르푸 선언 및 제네바 선언의 가이드라인 참조), 결국 헌법은 근소한 과반수로 채택되어 국가적 차원에서 압도되었다.

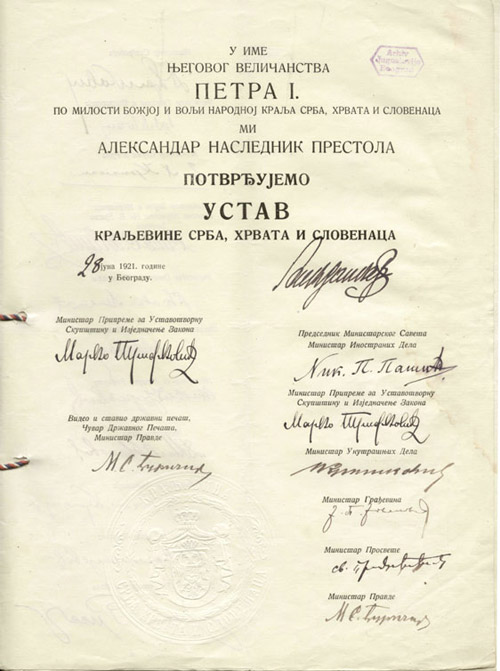
1921년 헌법

### 찬성
- 민주당
- 인민급진당
- 유고슬라비아 무슬림 기구
- 농민 연합
- 제미예트

### 반대
- 유고슬라비아 사회민주당
- 유고슬라비아 공화당
- 안테 트룸비치 외무장관

### 불참
- 유고슬라비아 공산당 - 6월 의회에서 탈퇴
- 크로아티아 공화농민당 - 1920년 선거 이후 의회에서 불참
- 슬로베니아 인민당 - 6월 의회에서 탈퇴
- 크로아티아 인민당 - 6월 의회에서 탈퇴
- 크로아티아 연합 – 5월 의회에서 탈퇴

## 조항
세르브인 크로아트인 슬로벤인 왕국은 입헌군주제, 의회군주제, 세습군주제 국가 로 지정되었으며, 언어는 세르보크로아티아토슬로벤어였다. 단일 체제가 성립되었다(부족 민족 이론). 권력 분립의 원칙은 이후의 조항에 의해 변형되었지만, 원칙적으로 의회주의가 존재하였다.
입법권은 국왕과 국회가 공유하였다. 국왕은 법안 발의, 형벌, 법률 공포뿐만 아니라, 헌법 개정을 위한 발의와 동의 등 광범위한 권한을 가지고 있었다. 국왕은 또한 전쟁을 선포하고 평화를 맺을 권리를 가지고 있었다. 국왕은 또한 판사 임명과 의회 해산에 관한 광범위한 권한을 가지고 있었다. 게다가 그는 국가원수의 고전적인 권력을 가지고 있었다.
국회는 단원제 입법부였다. 비도브단 헌법에 따르면, 시민들은 투표권, 결사권, 집회권 및 공모권 등의 정치적 권리를 누렸다. 투표권은 상대적으로 높은 연령층에 의해 제한되었으며, 여성은 투표권을 누리지 못했다. 여성의 경우, 헌법은 여성 참정권 문제를 다루는 법률의 통과를 규정했지만, 왕국의 일대기 동안 제정되지는 않았다. 각 의원은 법안 발의권, 의회 질의권 및 호명권을 가졌다. 헌법이 개정될 경우, 기존 의회는 해산하고 새로운 의회를 선출하였는데, 이는 숨겨진 헌법적 국민투표의 의미를 담고 있었다.
각료 회의는 국왕과 국회 모두에게 책임이 있으며 (오를레앙 의회제), 장관들은 반드시 국회의원일 필요는 없었다. 또한 장관들의 형사 및 민사상 책임을 묻는 특별 국가법원도 있었다. 각료 회의는 법률을 제정하고, 법률을 시행하기 위한 규정을 발표할 권한이 있었으며, 특별한 경우에 법적 효력이 있는 규정도 발표할 권한이 있었다.
법원은 독립적이며 1심법원, 항소법원, 상고법원(자그레브 소재)으로 조직되었다. 특별행정법원(국무원 및 중앙검찰)도 구상되었다.
수많은 사회경제적 권리가 규정되었고, 특별 경제 평의회도 설치되었다.
영토-행정 구역의 단위는 구와 지방자치체였다.

## 대안 제안

### 크로아티아 공화농민당
1921년 4월 1일, 크로아티아 공화농민당은 자그레브에서 크로아티아 중립 농민공화국 헌법을 채택하였다.

### 크로아티아 연합
크로아티아 연합은 왕국을 6개의 개체로 연합할 것을 제안하였다.
1. 세르비아
2. 크로아티아
3. 몬테네그로
4. 보스니아 헤르체고비나
5. 보이보디나
6. 슬로베니아

## 이후
6월 30일, 인민급진당의 기관지 사모우프라바(Samouprava)에 실린 사설에서 “올해의 비도브단은 우리에게 제국을 지건시켜 주었다”라고 언급하였다. 7월 21일, 내무부 장관이자 인민급진당 소속인 밀로라드 드라슈코비치가 델니체에서 공산주의자들에 의해 암살당했다.
헌법의 실행 가능성에 관한 이슈는 1923년 의회 선거를 지배하였다.
크로아티아 농민당은 헌법의 정당성을 인정하지 않았다. 1925년 선거 이후, 니콜라 파시치는 당에 연정을 제안하였다. 크로아티아 농민당은 헌법을 수용하고 인정했다. 스테판 라디치 대표는 다른 당 간부들과 함께 감옥에서 석방되었다.

## 참고 문헌
- Banac, Ivo (1988). 《The National Question in Yugoslavia: Origins History, Politics》. Cornell University Press. ISBN 0-80149-493-1.
- Ramet, Sabrina (2006). 《The Three Yugoslavias: State-Building And Legitimation, 1918–2005》. Indiana University Press. ISBN 0-25334-656-8.